# Changqing
Changqing léase Chang-Chíng (en chino: 长清区, pinyin:Chángqīng Qū) es un distrito urbano bajo la administración directa de la Subprovincia de  Jinan, capital provincial de Shandong , República Popular China. El distrito yace en una llanura con una altitud promedio de 78 m s. n. m. ubicada en el centro financiero de la ciudad. Su área total es de 1178 km² y su población proyectada para 2010 fue de 578 740 habitantes.

## Administración
El distrito de Changqing se divide en 11 pueblos  que se administran en 4 subdistritos, 5 pueblos y 2 villas.